# Mine de Cuajone
La mine de Cuajone est une mine à ciel ouvert de cuivre située dans la région de Jorge Basadre au Pérou,,.